# Nokia 6070
Nokia 6070 a fost anunțat de Nokia în Barcelona pe 13 februarie 2006 alături de Nokia 6131 și Nokia 6136.

## Descriere
Ecranul este CSTN de 1.8 inchi cu rezoluția de 128 x 160 pixeli care suportă până la 65.536 de culori.
Camera foto este VGA cu rezoluția maximă de 640 x 480 pixeli.
Are port Infraroșu și Nokia POP-Port.
Memoria internă este de 3.2 MB.
Are un înregistrator de voce, organizator, calendarul poate fi sincronizat cu PC-ul prin infraroșu sau un cablu de date, listă de sarcini, note, calculator, cronometru, temporizator și ceas cu alarmă. Are o aplicație de convertor și World Clock.
Nokia 6070 are 3 jocuri preinstalate: Canal Control, Golf Tour și Snake EX2, de asemenea pot fi descărcate jocuri Java.